# Daïra de Djemila
La daïra de Djemila est une circonscription administrative algérienne située dans la wilaya de Sétif. Son chef-lieu est situé sur la commune éponyme de Djemila.

## Communes de la daïra
La daïra regroupe les deux communes Beni Fouda et Djemila.